# 岩波キリスト教辞典
『岩波キリスト教辞典』（いわなみキリストきょうじてん）は、岩波書店が2002年に刊行した辞典。キリスト教および関連する分野の項目を五十音順に配列して解説している。特定教派にかたよらない多数の執筆者が各項目をすべて署名入りで執筆している。
収録された全4500項目の対象分野は、キリスト教はもとより関連する文学、美術、音楽、映画など各分野の用語、人物、作品などに及ぶ。さらに読者の「知的好奇心を刺激する記述」や「21世紀以後の科学技術への一定のスタンス」を盛り込むことを編集者が意図したという。
編集者は大貫隆、名取四郎、宮本久雄、百瀬文晃の4名である。判型は四六判で、総1434頁。巻末に人名対照表、歴代指導者一覧、年表、地図、教会暦対照表、各教会の典礼色、美術表現におけるイエス・キリスト伝、聖堂建築図、各国語慣用表現、和文索引、欧文索引、漢字人名索引を付す。
鈴木範久や八木誠一による学術雑誌掲載の書評、論評がある。